# Gerenzago
Gerenzago là một đô thị ở tỉnh Pavia trong vùng Lombardia của Ý, có cự ly khoảng 35 km về phía đông nam của Milan và khoảng 15 km về phía đông của Pavia. Tại thời điểm ngày 31 tháng 12 năm 2004, đô thị này có dân số 1.010 người và diện tích là 5,4 km².
Gerenzago giáp các đô thị sau: Copiano, Corteolona, Genzone, Inverno e Monteleone, Magherno, Villanterio.